# Kungsbron

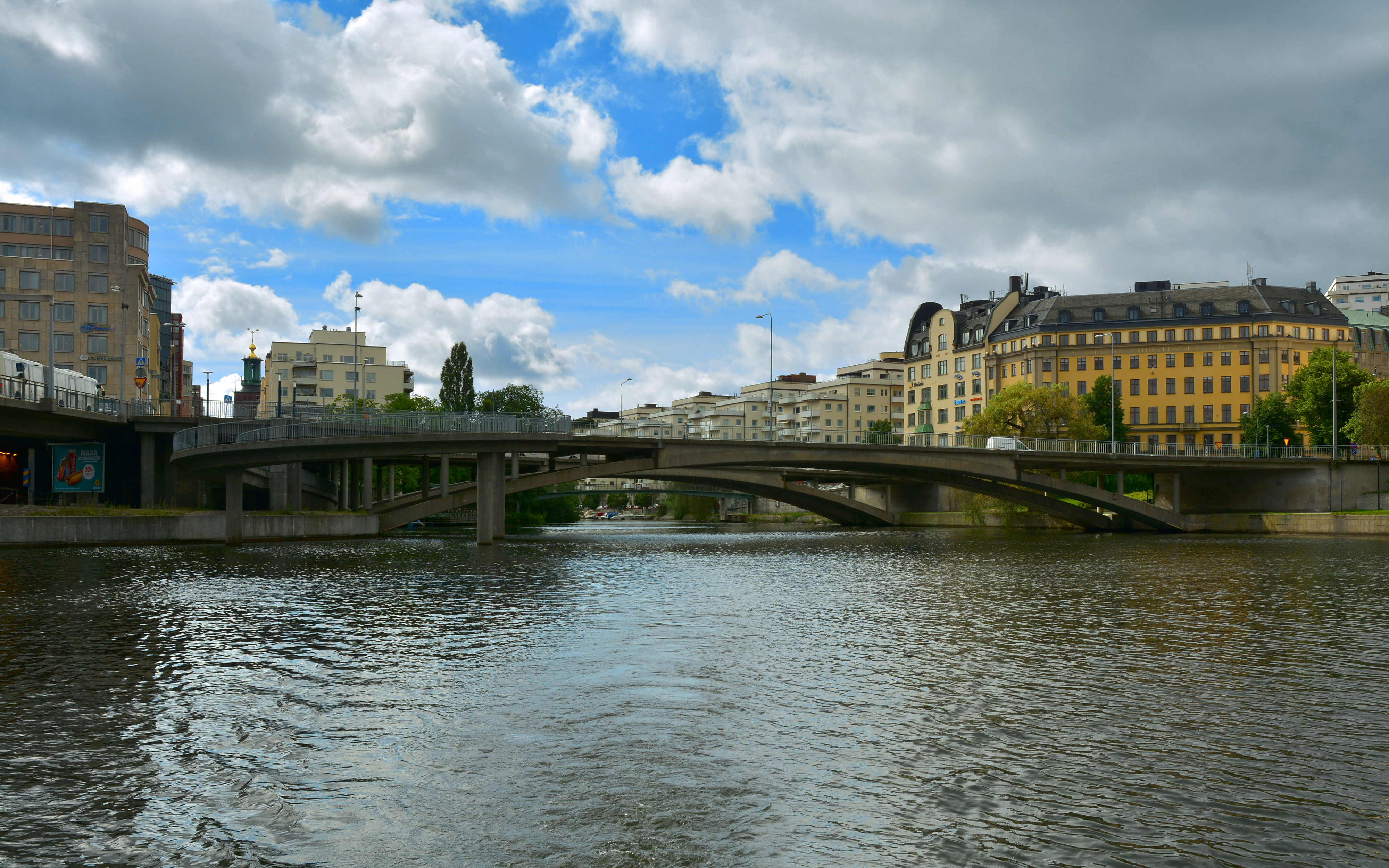
Kungsbron sedd från norr.

Kungsbron är en bro i centrala Stockholm som förbinder Kungsgatans del på Norrmalm med gatans fortsättning på Kungsholmen. Bron leder dels över bangården vid Cityterminalen, dels över Klara sjö/Barnhusviken.  

## Bron Kungsbron
Den första Kungsbron byggdes under åren 1878–1881 och ersatte tillsammans med Kungsgatsviadukten över järnvägen Gamla Kungsholmsbron som gick över Blekholmen i Gamla Brogatans sträckning. Efter ett förslag från drätselnämnden bestämdes namnet på bron med följande ord: “Namnet Kungsbron skall givas åt den nya bron öfver Barnhusviken och namnet Kungsgatan åt den nya gata, som i denna brons förlängning österut skall framdragas till Hötorget." Namnet anknöt förmodligen till Drottninggatan.
Den gamla bron var en svängbro av stål, var 10,7 meter bred och hade gjutjärnsräcken och kandelabrar i båda ändar. Bron revs 1944 i samband med att den nuvarande bron uppfördes. Då byggdes en dubbelbro av betong med enkelriktad trafik i båda riktningar. Denna bro har en spännvidd av 68 meter och en bredd av 14 meter. De stålvalv som användes vid gjutningen av bron återanvändes senare som bärande delar i Pålsundsbron.
År 1907 kompletterades Kungsbron med Kungsgatsviadukten över bangården. Det var en bågbro av stål med en spännvidd av 42 meter. Denna bro revs 1986 då nuvarande betongbro byggdes.

## Bilder

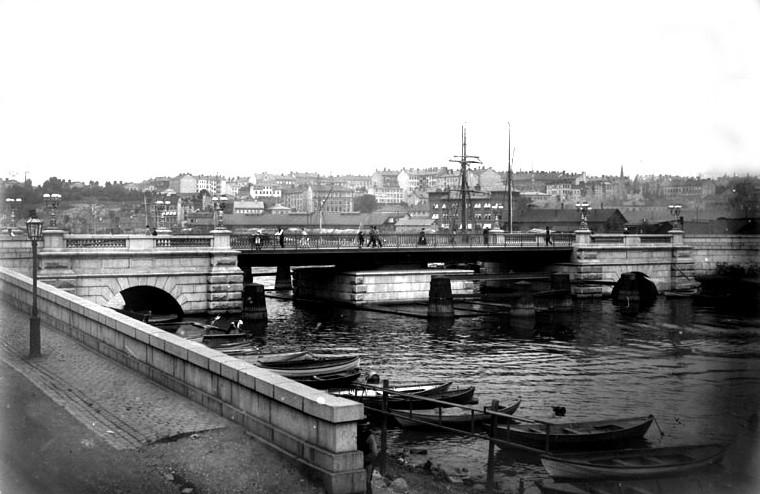
Kungsbron 1896
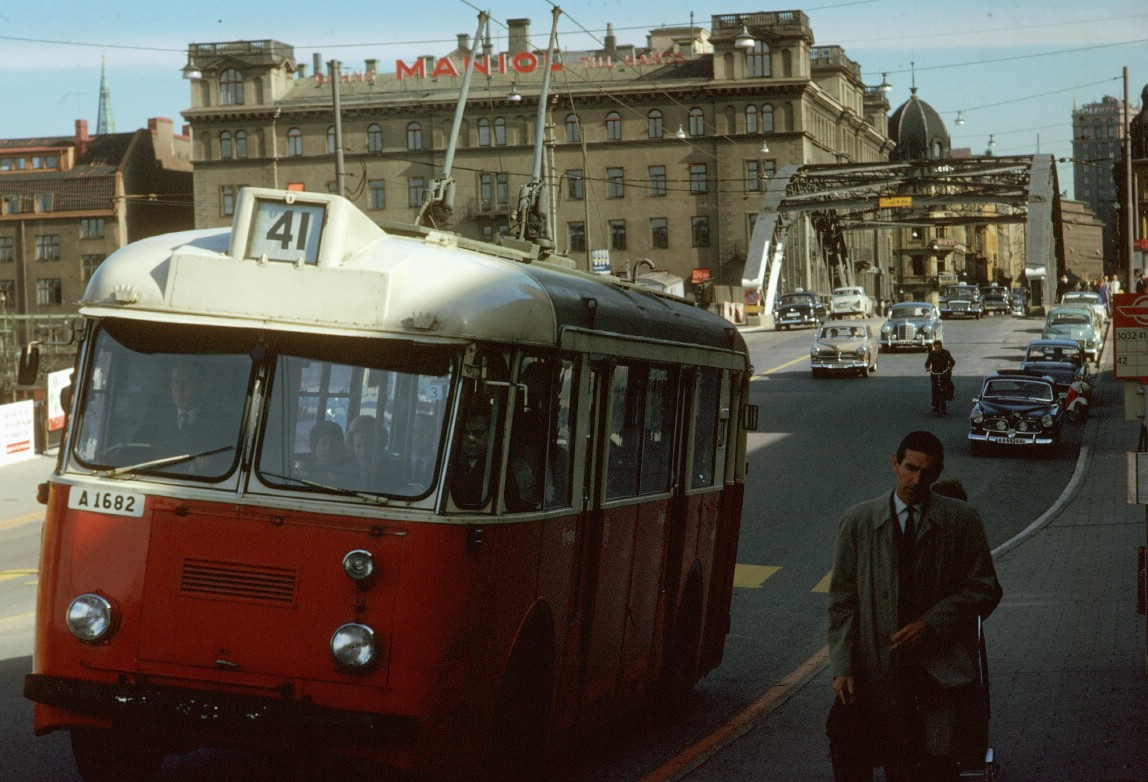
Kungsbroviadukten 1964
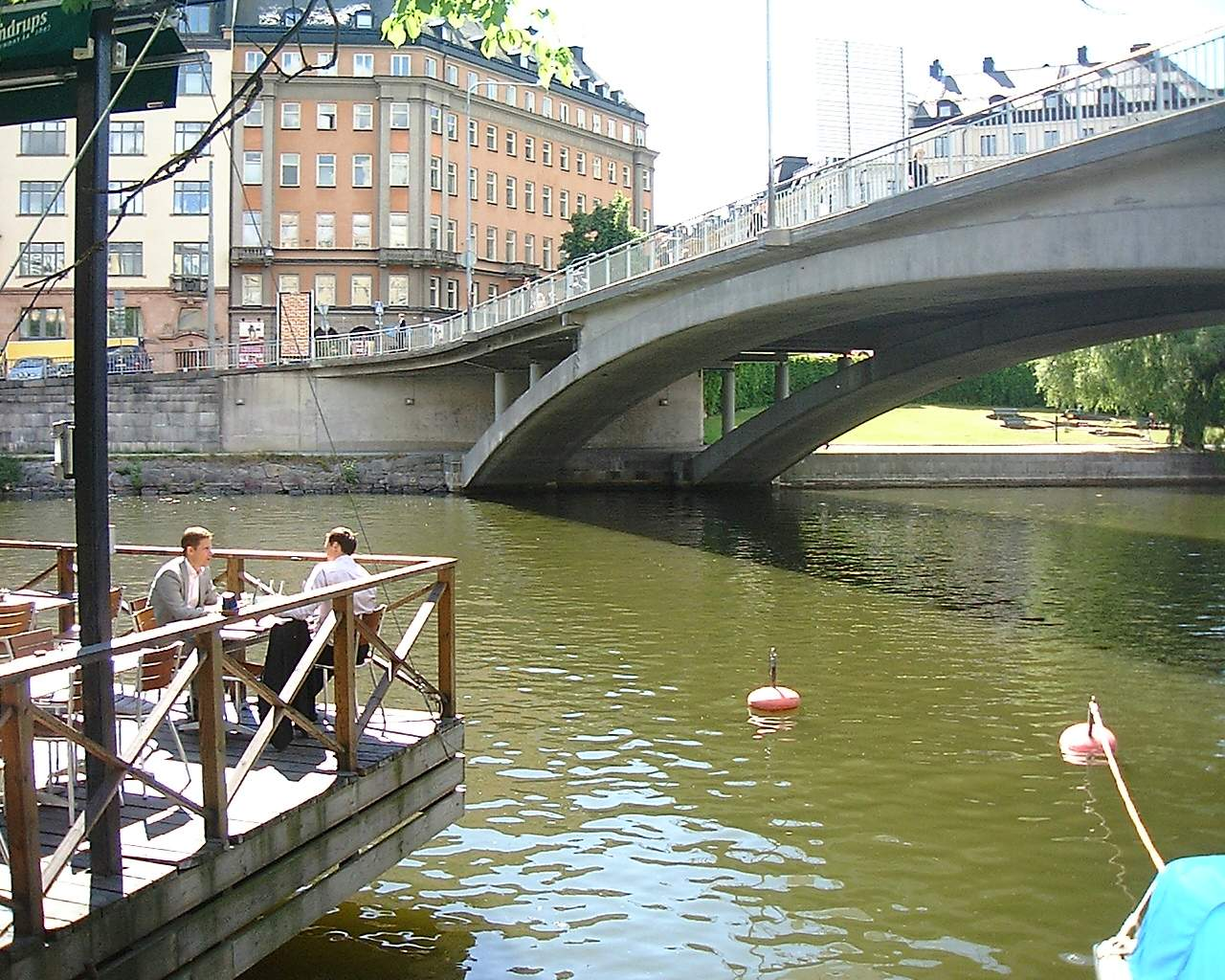
Kungsbron 2007
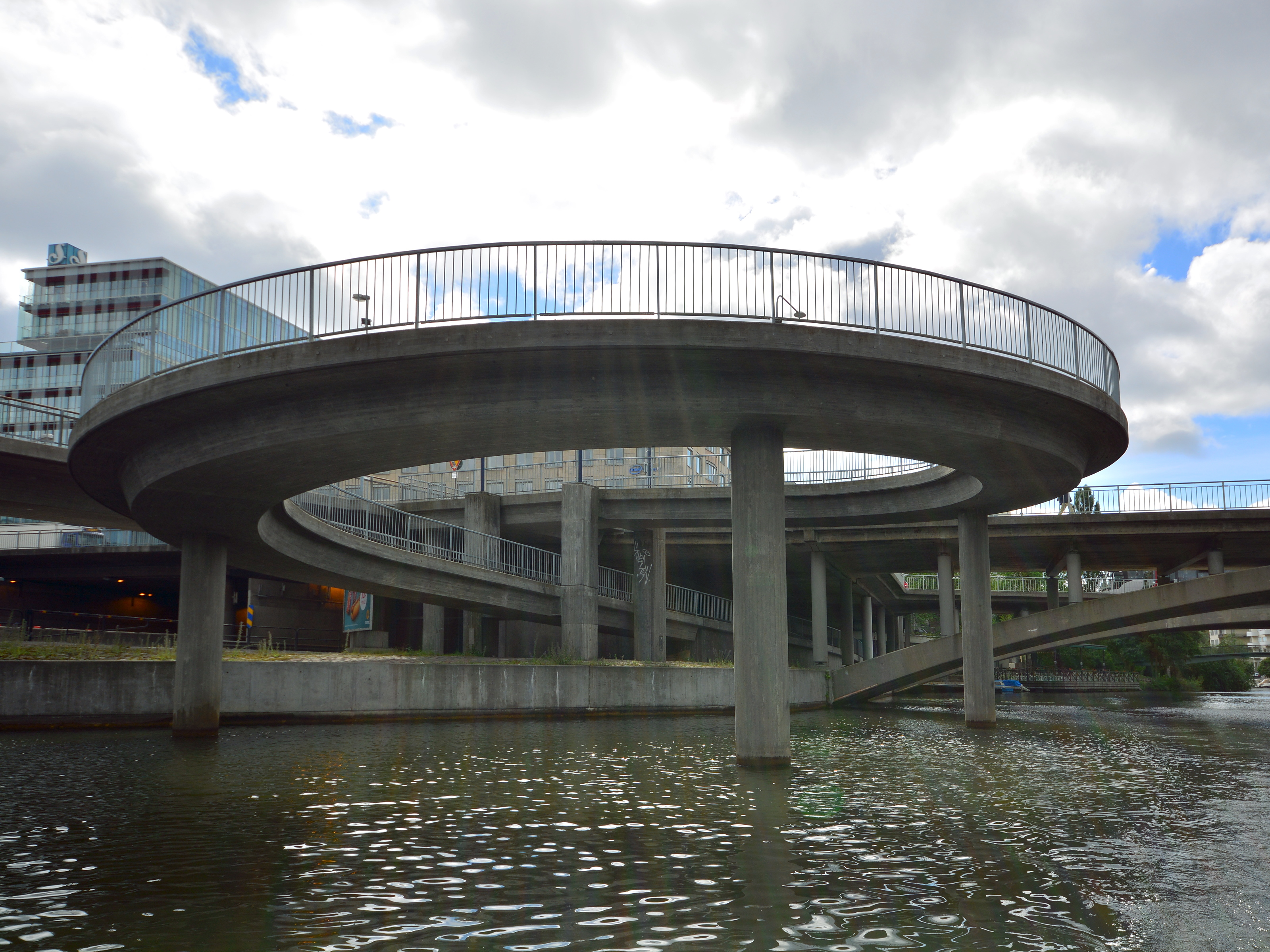
Gångbron från Kungsbron ner till Blekholmsterrassen

## Projekt Kungsbron
Kungsbron är även namnet på ett byggnadsprojekt mellan Norra Bantorget och Kungsbron som startade år 2006. Projekt Kungsbron är en del i en pågående större omvandling där en levande stadsmiljö ska skapas längs järnvägen vid och kring Norra Bantorget. Den gamla bebyggelsen kompletteras med nya bostads- och kontorsfastigheter samt hotellet Clarion Hotel Sign ritat av arkitekt Gert Wingårdh. Nybyggnationer som sträcker sig från Kungsbron till Norra Bantorget och vidare till Barnhusbron färdigställdes i augusti 2009.